# Valerio Valeri
Valerio Valeri (7 de novembro de 1883 - 22 de julho de 1963) foi um cardeal italiano da Igreja Católica. Ele serviu como Prefeito da Sagrada Congregação para os Religiosos na Cúria Romana de 1953 até a sua morte, e foi elevado ao cardinalato em 1953 pelo Papa Pio XII.
O Presidente Charles de Gaulle insistiu que Valeri fosse removido como núncio apostólico na França (1936-1944) por colaborar com o regime de Vichy.

## Biografia
Valerio Valeri nasceu em Santa Fiora, filho de Salvatore Valeri, proprietário de terras, e de Marianna Tondi. Estudou no Seminário Romano-Pio e no Pontifício Ateneu Romano Santo Apolinário, onde se tornou professor (1904-1920). Foi ordenado ao sacerdócio em 21 de dezembro de 1907, e em seguida, fez parte do corpo docente do Pontifício Seminário Regional em Fano até 1909.
Após servir como capelão militar durante a Primeira Guerra Mundial, Valeri ingressou na Cúria Romana, como membro da equipe da Secretaria de Estado, em 1920. De 1921 a 1927, foi auditor da nunciatura francesa. Ele foi elevado à categoria de Camareiro Privado de Sua Santidade em 6 de julho de 1921, reconduzido em 5 de maio de 1922, e Prelado Doméstico de Sua Santidade em 22 de julho de 1923.
Em 18 de outubro de 1927, Valeri foi nomeado arcebispo titular de Éfeso e delegado apostólico no Egito e na Arábia. Recebeu sua consagração episcopal no dia 28 de outubro, na igreja de S. Cuore ai Prati di Castello, Roma, do cardeal Donato Sbarretti, com o arcebispo Pietro Benedetti, MSC, e o bispo Giuseppe Angelucci como co-consagradores.
Valeri foi posteriormente nomeado núncio na Romênia em 1 de julho de 1933 e, finalmente, núncio apostólico na França em 11 de julho de 1936. Em agosto de 1942, o núncio contestou a afirmação do marechal Pétain de que o Papa Pio XII entendeu e aprovou a crescente hostilidade da França em relação aos judeus. Ele foi premiado com a Grã-Cruz da Légion d'honneur ao deixar a França em 1944 para trabalhar novamente na Secretaria de Estado, especificamente a Congregação para Assuntos Eclesiais Extraordinários. Após se tornar Presidente do Comitê Central para o Ano Santo em 28 de junho de 1948, o Arcebispo Valeri foi nomeado assessor da Sagrada Congregação para as Igrejas Orientais em 1º de setembro do mesmo ano.
Ele foi criado Cardeal-presbítero de S. Silvestro em Capite por Pio XII no consistório de 12 de janeiro de 1953. O Papa Pio XI o promoveu a Prefeito da Sagrada Congregação para os Religiosos cinco dias depois, em 17 de janeiro. Legado papal no Congresso Mariano, Trois-Rivières, Canadá, 1954. O Cardeal Valeri foi um dos eleitores que participaram do conclave papal de 1958, que selecionou o Papa João XXIII. Viveu o suficiente para participar da primeira sessão do Concílio Vaticano II em 1962 e do conclave de 1963, que resultou na eleição do Papa Paulo VI.
Valeri morreu aos 79 anos, em seu apartamento no Santo Ofício, em Roma, após ter sido acometido de uma grave infecção na garganta alguns dias antes. Ele está enterrado no túmulo de sua família em Santa Fiora.

## Link externo
- Catholic-Hierarchy